# Matèria de Bretanya
La matèria de Bretanya és un conjunt de novel·les, romanços i textos bretons que parlen i difonen l'ideal de la novel·la cavalleresca a l'Europa medieval. S'oposa a les altres dues grans tradicions de l'època, la matèria de Roma i la matèria de França, segons la divisió proposada per Jean Bodel als versos inicials de la Chanson des Saisnes:
| « | N'en sont que trois materes à nul home entandant: De France et de Bretaigne et de Rome la grant. Ne de ces trois materes n'i a nule samblant. Li conte de Bretaigne s'il sont vain et plaisant Et cil de Rome sage et de sens aprendant, Cil de France sont voir chascun jour aparant, Et de ces trois materes tieng la plus voir disant” | » |

Aquesta classificació entre les tres matèries es basava en els temes de les seves històries, novel·les o romanç. En la Matèria de França es tractava sobre les gestes de Carlemany. En la matèria de Roma es revisaven els clàssics grecs i llatins. I en la Matèria de Bretanya es tractaven i revisaven els mites celtes britànics.
Són destacats autors de la matèria de Bretanya: Chrétien de Troyes, Geoffroy de Monmouth, Marie de France, Wolfram von Eschenbach o Ulrich von Zatzikhoven.

## Antecedents
Al 1066 Guillem el conqueridor va guanyar la batalla de Hastings, derrotant els saxons i instaurant la dinastia Normanda a Anglaterra. Portant amb ells la cultura francesa que es va fusionar amb la cultura cèltica anglesa i gal·lesa. Segons M. Simó resten pocs referents o fragments d'aquesta literatura prèvia que difonia els mites cèltics, anomenades els Mabinogi. Però sí que hom disposa de nombroses evidències indirectes de la seva existència, en les cròniques llatines i franceses, tal com Historia Regum Britanniae, de Geoffrey de Monmouth (1135) i la seva traducció francesa, el Roman de Brut, de Wace (1155). A mitjan segle xii, Geoffrey de Monmouth va escriure l'obra Historia Regum Britanniae ('Història dels reis de Bretanya'), on va voler proporcionar a la seva pàtria un passat fabulós i fantàstic, per la qual cosa va incorporar a la història oficial tot un seguit de llegendes i mites que conformarien el corpus de la matèria de Bretanya: els personatges de Merlí; el rei mític Uther Pendragon, pare del rei Artús o el rei Leir (un rei britó preromà en què Shakespeare es va basar per fer posteriorment El Rei Lear).
Al segle vi el monjo Gildas de Rhuys va escriure De excidio Britanniae ('Sobre la ruïna de Britànnia'), on narra la història de la conquesta de Bretanya. Tot i que l'obra és un sermó en què l'eclesiàstic defensa la invasió romana i ataca els governants bretons, la seva importància rau a ser un dels primers textos amb components historiogràfics de la tradició bretona. Al segle viii, Beda el Venerable va escriure Historia ecclesiastica gentis Anglorum ('La història eclesiàstica del poble anglès') un text just i imparcial segons els experts. D'autoria anònima, a principis del segle ix, ens arriba Historia britonum ('Història dels bretons'), una obra cabdal de la qual naixerà part de la historiografia utilitzada en la matèria de Bretanya. Per exemple, en l'obra es parla d'un general bretó anomenat Artús que aconsegueix vèncer als saxons en dotze batalles.

## Temes de la matèria de Bretanya i cicles artúrics
Com comenta J. Cerdà, la matèria de Bretanya amb la inclusió i difusió de les obres de cavalleria és un bon exemple del fet que la cultura medieval és oberta, variada i receptiva, ja que uns herois celtes esdevenen herois per tot Europa.
Com afirma V. Cirlot, dins de la matèria de Bretanya es va donar protagonisme a Artús i tot el relacionat amb els cavallers de la taula rodona, hi havia una passió per a aquests temes, i són les històries dels seus cavallers i herois les que es van estendre per tot Europa. Però val la pena puntualitzar que en aquesta difusió de la matèria de Bretanya es va donar molta importància als herois bretons (Tristany, Artús o Lancelot), en detriment d'altres com Enees de la matèria de Roma, o Diana, no per això menys representatius.
Els temes artúrics en són predominants, motiu pel qual es confon sovint amb el nom de literatura artúrica, però dins de la matèria de Bretanya podem definir tres grans temes.
- La matèria artúrica, amb el rei Artús i a la seva cort com a protagonistes.
- La matèria tristaniana, que relata en les seves múltiples versions els amors entre Tristany (cavaller artúric) i la reina Iseu.
- Els lais bretons, relats breus sobre les llegendes cèltiques. Els més coneguts són els de Maria de França. Relats breus o contes sobre l'amor cortès.

### La matèria artúrica
Aquesta variació en les obres de la matèria de Bretanya queda plasmada en les diferents versions o cicles de les obres que tracten la mitologia artúrica i els altres herois bretons. La matèria de Bretanya té un origen lingüístic doble, en llatí a l'obra de Geoffrey de Monmouth i en francès a les obres d'autors com Wace, Maria de França o Chrétien de Troyes. Posteriorment aquestes obres inicials que tractaven sobre els herois bretons van ser reescrites per Robert de Boron en forma de trilogia, tot afegint simbologia cristiana a la història: Josep d'Arimatea (o Roman de l'Estoire dou Graal), Merlin i Perceval (o Didot-Perceval) i la part inicial d'una tercera obra anomenada Merlí. En aquest sentit, el símbol del Grial apareix per primera vegada al darrer roman (inacabat) de Chrétien de Troyes, El conte del Grial, de 1180, el Grial passa a ser un símbol o l'aventura del coneixement com diu Cirlot, o un objecte tangible.
Més tard aquestes obres van ser reescrites en prosa per un autor anònim, a aquesta nova versió se la va anomenar Vulgata artúrica (o cicle de Lanzarote-Grial o de Pseudo-Map). Les obres que formen part de la Vulgata artúrica (escrites entre 1215 i 1230) serien la Estoire del Saint Graal (o Joseph Abarimathie), Estoire de Merlin, Lancelot et la queste del Saint Graal i la Mort d'Artus. Entre 1230 i 1240, un nou autor anònim va atribuir novament a Robert de Boron una reedició de les obres de la vulgata passant a ser denominades Post-Vulgata. Aquest nou cicle de novel·les està format per fragments de les obres anteriors, però centrat en la història del Rei Artús i el Greal deixant enrere la història de Lancelot i Ginebra. Les històries que formaven part d'aquest nou cicle artúric serien: Merlin, la Suite de Merlin i Le Morholt.

### La matèria tristaniana
La matèria tristaniana se centra en la història de Tristany i la llegenda de Tristany i Isolda. Maria de França fou juntament amb Chrétien de Troyes una de les primeres a anomenar i transmetre el mite de Tristany. Altres versions serien la del poeta anglès Thomas d'Anglaterra i el normand Béroul. No es disposa de la versió original, i la majoria de versions són mescles de les parts i textos que ens han arribat.
A grans trets, i en la majoria de versions existents, Tristany o la llegenda de Tristany i Iseu ens explica relació de la reina Iseu, esposa del rei Marc de Cornualla, i el seu nebot Tristany. Els dos protagonistes es coneixen quan Tristany va a buscar a Iseu per a portar-la al seu oncle per al matrimoni, durant el viatge, accidentalment, beuen un filtre d'amor que serà el desencadenant de la seva relació i la fi tràgica dels dos protagonistes. Joseph Bédier va ajuntar i reestructurar totes les versiones del mite que es coneixen i va crear una obra artificial intentant unificar totes les versions.
Va ser Sir Thomas Malory qui en una altra versió del mite de Tristany el va identificar com un cavaller de la Taula Rodona, modificant la part amorosa o romàntica del mite i centrant-se en el tema de l'orde de cavalleria i les armes. Tristany va passar a ser un dels cavallers en la recerca del Sant Graal.

## La matèria de Bretanya a la península ibèrica
Els temes de la matèria de Bretanya, la literatura artúrica i la vida dels seus cavallers es van estendre durant l'edat mitja per tot Europa. Testimonis de la matèria de Bretanya en la cultura hispànica medieval n'hi ha molts, es conserven fragments i manuscrits, tot i que la majoria s'han perdut (vegeu l'article La "materia de Bretaña" en las culturas hispánicas de la Edad Media y del Renacimiento: textos, ediciones y estudios de Rafael Mérida).
Però la seva influència va anar més enllà de les novel·les i romans que formaven part dels cicles artúrics, van influir notablement en les novel·les que formarien part del gènere de la novel·la cavalleresca, essent la més característica la novel·la Amadís de Gaula, 